# آن سونگ کی
آن سونگ کی (انگلیسی: Ahn Sung-ki؛ زادهٔ ۱ ژانویهٔ ۱۹۵۲) یک هنرپیشه، و بازیگر سینما اهل کره جنوبی است. وی از سال ۱۹۵۷ میلادی تاکنون مشغول فعالیت بوده‌است.
از فیلم‌ها یا برنامه‌های تلویزیونی که وی در آن نقش داشته است می‌توان به بین زانوها، آخرین شوالیه‌ها و انسان، فضا، زمان و انسان اشاره کرد.